# Școala de Fotbal Ardealul
Școala de Fotbal Ardealul este o academie de fotbal din Cluj-Napoca destinată descoperirii și pregătirii tinerelor talente pentru fotbalul de performanță.